# 東京よいとこ
『東京よいとこ』（とうきょうよいとこ）は、1957年に公開された西村元男監督の日本映画。

## スタッフ
以下のスタッフ名はKINENOTEに従った。
- 監督 - 西村元男
- 原案 - 関沢新一
- 脚本 - 池上金男
- 撮影 - 伊東英男
- 美術 - 狩野健
- 音楽 - 宇野誠一郎
- 録音 - 中野倫治
- 照明 - 森康

## キャスト
以下の出演者名と役名はKINENOTEに従った。
- 南道郎 - 山下三平
- E・H・エリック - ウィリアム・ラドン／フリスコ・デイリー
- 光丘ひろみ - お妙
- 白鳩真弓 - 豆千代
- 宮田洋容 - 宗吉
- 三井弘次 - 砂川吉三
- 伊吹まり代 - ラン子
- 中村是好 - マカオの鉄
- パン猪狩 - モロッコの竜
- 加藤春哉 - 渡来
- 坂内英二郎 - 竹島八郎
- 海野光一 - やらずの健
- 須永康夫 - ハボマイの松
- 加藤寿八 - オネストのジョン
- 加藤麟太郎 - ジェットのやす
- 二出川延明 - 審判
- トニー谷 - マネージャー
- 小西得郎 - 大西監督
- 近江正俊 - アナウンサー
- 木村正彦 - 坂井
- 小原昌子 - スカーレット
- 天津敏 - 笛木刑事
- 花村菊江 - 芸者菊江
- 喜多川隆 - デイリーの配下
- 沢耕二 - 砂川の配下
- 大沢真吾 - 砂川の配下
- 阿部博 - 砂川の配下
- 佐藤乙四郎 - 砂川の配下

## 同時上映
- 『歌う不夜城』